# کیباو
کیباو (به لاتین: Qibao) یک شهرک در جمهوری خلق چین است که در مینهانگ واقع شده‌است. کیباو ۷ متر بالاتر از سطح دریا واقع شده‌است.